# Bali (Asura)

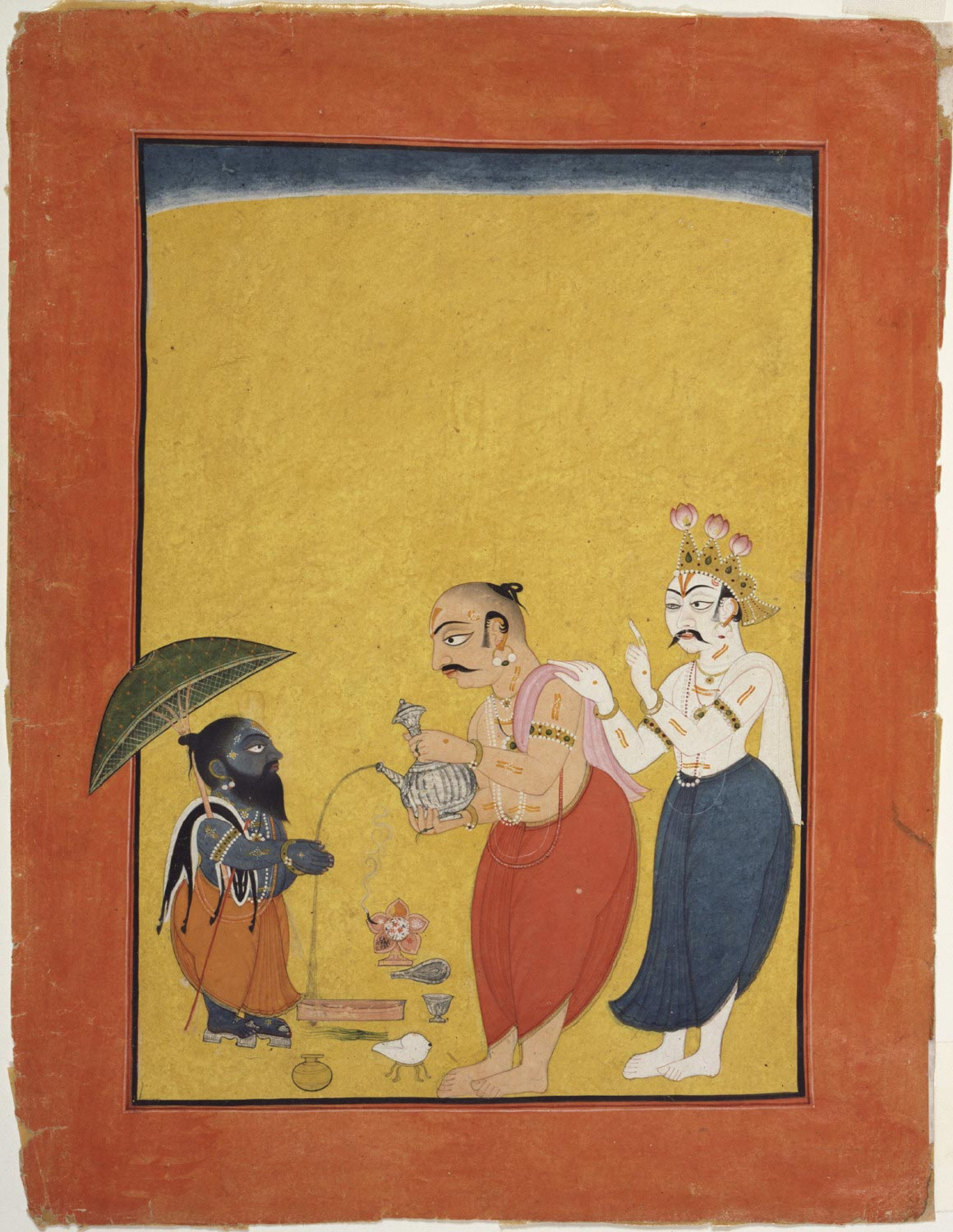
Vamana und Bali, rechts Shukra mit warnend erhobenem Finger (Illustration aus der Bhagavata Purana, ca. 1700–1725)

Bali (Sanskrit बलि bali m.), auch Mahabali (महाबलि mahābali „großer Bali“), ist in der indischen Mythologie ein frommer König der dämonischen Daityas. Er ist der Sohn des Virochana, dem es gelingt, zum Beherrscher der ganzen Welt einschließlich der Ober- und der Unterwelt zu werden. Schließlich wird er von Vishnu, in Gestalt des Zwerg-Avatara Vamana überwunden und unterwirft sich. Der älteste Sohn von Bali und Kotavi (die auch als die Göttin der Daityas bezeichnet wird) ist der tausendarmige Bana.

## Herkunft und Herrschaft
König Bali war ein mächtiger Asura-König, der ursprünglich das ganze Universum beherrschte. Er stammte aus der Dämonischen (Asura)-Dynastie und war der Enkel von Prahlada, dem Heiligen Devotee für den sich der Herr als Narasimha Avatar inkarnierte um ihn vor Hiranyakashipu zu retten. Bali hatte durch seine Bußbungen (tapas) den Segen erhalten fast unbesiegbar zu sein und so entfaltete sich sein Königreich bis über das Reich der Götter und Halbgötter hinaus, so dass die Welt und das ganze Universum ins Ungleichgewicht geriet. Im Gegensatz zu Hiranyakashipu ist Bali jedoch anders. Nach seiner unermesslichen Anhäufung von materiellem Erfolg, strebt er vielmehr nach Namen und Ruhm. So war es ihm sehr wichtig wohltätig und großzügig zu sein und zum großen Retter der Bedürftigen zu werden. Dabei hegt er keine Feindschaft gegenüber Gott, sondern verliebt sich am Ende verliebt sogar in ihn. Anstatt sich gegen den Herrn zu erheben und seine Königreich zu verteidigen, ist Bali dem Herrn das Ganze zu übergeben.

## Der Vamana-Avatar und der Fall von Bali
Aufgrund dieser Machtbesessenheit kam es laut der Bhayavata Purana zu der berühmten Inkarnation des Herrn als Vamana Avatar. In einem Versuch, Bali zu entmachten, erschien Vishnu in der Gestalt eines Zwergs (Vamana) und bat Bali um Almosen. Trotz der Warnung seines Lehrers Shukra, durch den Bali all seinen Reichtum erworben hatte, stimmte Bali zu, dem kleinen Vamana drei Schritte Land zu gewähren. Doch Vamana wuchs in einem göttlichen Akt zu einer riesigen Gestalt und nahm in drei Schritten das gesamte Universum ein. Mit einem Schritt nahm er den Himmel und mit dem zweiten den gesamten Erdboden. Bali, entmachtet und berührt von der Größe des Herrn, bat hingebungsvoll darum den letzten Schrift auf seinen Kopf zu setzen. Laut den Überlieferungen wurde er durch diesen Akt zum Ende seines Lebens ein Devotee des Herrn und seine Sünden wurden vergolten. 

## Symbolik und Verehrung
Die Geschichte von König Bali und seiner Demut vor Vishnu wird oft als eine Lektion in Bezug auf Demut, Großzügigkeit und das Überwinden von Stolz betrachtet. Bali selbst wird in vielen Teilen Indiens als ein Symbol für unermüdliche Großzügigkeit und spirituelle Weisheit verehrt, obwohl er in den Geschichten definitiv als Asura klassifiziert wird. In der Vaishnava-Tradition wird seine Geschichte als Symbol für den Sieg des Göttlichen über das Ego und das Streben nach materiellen Reichtümern verstanden. Es wird angenommen, dass Bali durch seine großzügige Gabe die göttliche Gunst erlangte, auch wenn er in der Geschichte besiegt wurde. Die Onam-Festlichkeiten in Kerala, die meist im Monat Chingam (zwischen August und September) stattfinden, erinnern an Bali und seine Rückkehr in die Welt der Menschen. Es ist eines der größten und bedeutendsten Feste in Südindien, bei dem auch Menschen die Bedeutung von Großzügigkeit, Liebe und Zusammenhalt betonen.

## Bali in der Kultur und Literatur
In der Literatur und in religiösen Texten wird die Geschichte von Bali als Beispiel für die Macht der Demut und den Zyklus der Wiedergeburt und Transformation erzählt. Sie vermittelt eine Botschaft, dass auch die größten irdischen Herrscher dem göttlichen Willen unterliegen und dass das Streben nach spirituellem Wachstum und die Anerkennung der eigenen Grenzen wichtiger sind als irdische Macht und Reichtum.